# Kushidas komet
Kushidas komet eller 144P/Kushida är en kortperiodisk komet. Den upptäcktes av Yoshio Kushida den 8 januari 1994 vid Yatsugatake South Base Observatory i Japan.
Olika astronomer följde kometen fram till juni samma år. Man kunde då räkna fram att det rörde sig om en kortperiodisk komet. Vid sin andra periheliepassage observerades den först från La Silla-observatoriet den 25 juni 2000. Inför det tredje periheliepassagen letade man reda på kometen redan i juni 2007 för att förbereda observationer med Spitzerteleskopet vilket också genomfördes under juli samma år. 
Kometens ljusaste framträdande har hittills varit runt magnitud 11, vilket är långt ifrån vad som är observerbart med blotta ögat.